# Callicentrus robustus
Callicentrus robustus är en insektsart som beskrevs av Ramos 1989. Callicentrus robustus ingår i släktet Callicentrus och familjen hornstritar. Inga underarter finns listade i Catalogue of Life.